# 坂田吉雄
坂田 吉雄（さかた よしお、1906年11月 - 2000年8月24日）は、日本の歴史学者。京都大学名誉教授。専門は日本近世史・近代史。

## 略歴
- 1930年 京都帝国大学人文科学研究所助教授
- 1953年5月 京都大学人文科学研究所教授
- 1970年4月 定年退官、京都大学名誉教授、京都産業大学法学部教授（1979年まで）
- 2000年8月24日 肺炎のため死去[1]。

## 受賞歴・叙勲歴
- 1977年 勲三等旭日中綬章

## 著書
- 『町人』弘文堂書房、1939年
- 『新日本史講座 封建時代後期の町人生活』中央公論社 1950年
- 『戦国武士』弘文堂 1952年
- 『明治前半期のナショナリズム』（編著）未來社 1958年
- 『明治維新史』未來社 1960年
- 『明治維新史の問題点』（編著）未來社 1962年
- 『士魂商才』未來社 1964年
- 『明治政治史』福村出版 1972年
- 『世界史のなかの明治維新』（編著）京都大学人文科学研究所 1973年
- 『天皇親政』思文閣 1984年